# 乌姆甘达

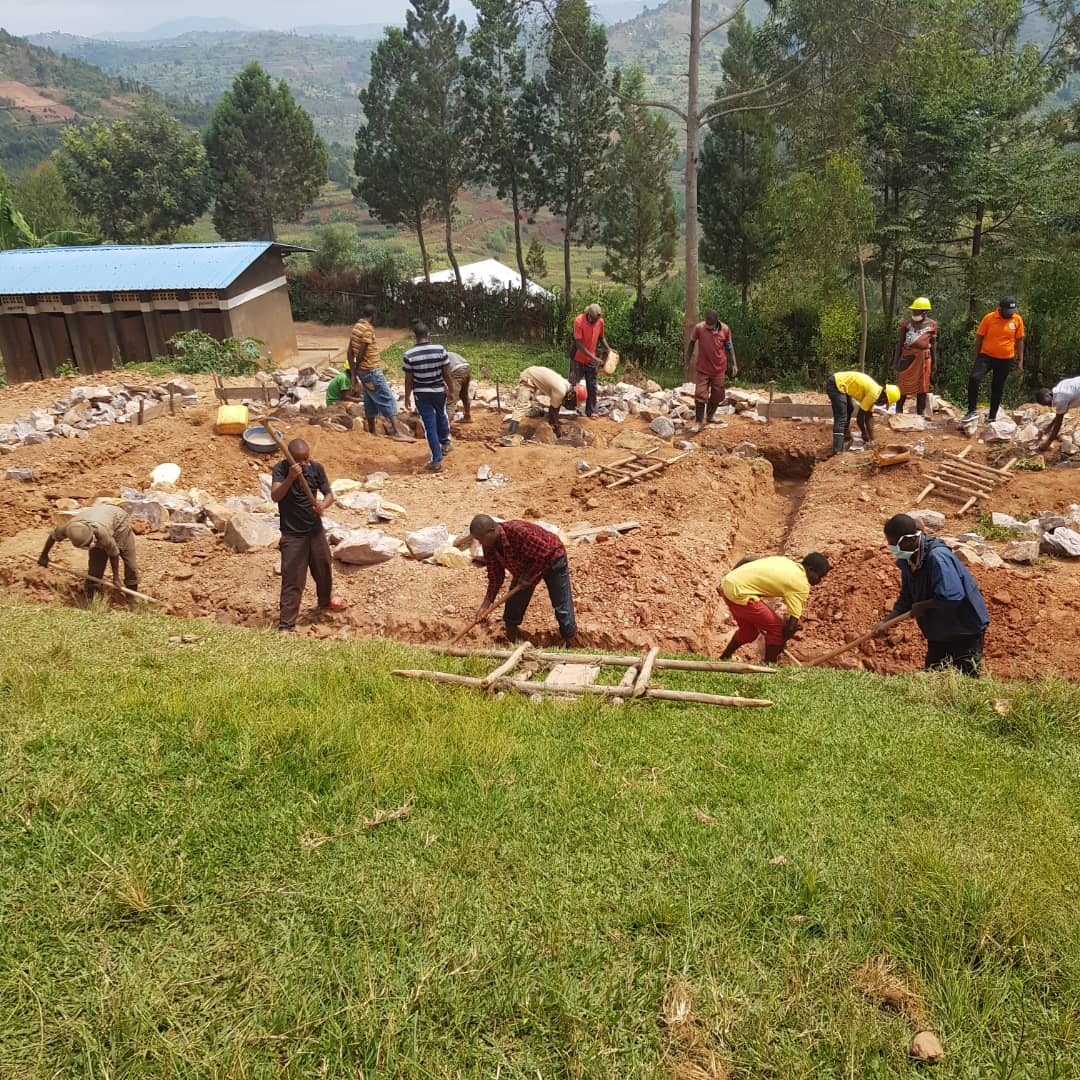
乌姆甘达活动

乌姆甘达是卢旺达的法定假日，定于每个月的最后一个星期六。当天上午8:00-11:00，所有18岁至65岁的有能力者需要参加建房、筑路、清洁之类的社区义务劳动。乌姆甘达为卢旺达政府节省了公共基础设施建设支出，显著地提高了全国的清洁程度。

## 词源
卢旺达语言学家尤金·希马穆古（Eugène Shimamungu）表示，“乌姆甘达”在卢旺达语中原指支撑房屋的木桩。当一人建房时，其他邻居也会带些木头来协助建房，因而在卢旺达文化中，这一词发展成了社区互助、共同劳作的意思。

## 历史
卢旺达的社区互动传统可以追溯到前殖民时代，人们会帮助残疾人或老者种田、为穷人建屋，人们还会相互分配劳作，以使每户人家都能赶上播种季节。在殖民时期，殖民者把这类传统改成强迫劳作，社区互助的传统几近丢失。
1970年代起，该词被卢旺达总统朱韦纳尔·哈比亚利马纳使用，要求人们进行义务劳动建设公共工程和基础设施，以恢复被殖民经济压制的传统文化，并振兴社会和经济。1974年2月2日，哈比亚利马纳总统下令所有卢旺达人都要在每周从事一天的无偿集体劳动。哈比亚利马纳还经常在演讲中使用乌姆甘达一词，表示乌姆甘达符合祖先的价值观，每个人以体力劳动来为卢旺达的发展做出集体贡献。自1980年代末起，随着卢旺达经济陷入困境，反对者不满哈比亚利马纳政府的政治和经济政策，乌姆甘达也随之遭到抵制。
在1994年卢旺达种族灭绝期间，电台用有“乌姆甘达”一词鼓励人们去参与路障设置、夜间巡逻、房屋搜查、田地清查一类的行动，实际在隐晦地煽动人们参与有组织的屠杀。
随着保罗·卡加梅领导的卢旺达爱国阵线制止种族灭绝、建立新政府，乌姆甘达的传统再次被推出，意图通过社区的集体参与来实现民族和解和国家重建，频率也从每周一次改成每月一次。卡加梅总统释义“乌姆甘达”为所有人携手合作，共同发展。2005-2006年，乌姆甘达被正式确立为全国性活动。2009年8月，卢旺达第58/03号总理令正式定义了乌姆甘达的性质、组织和运作方式。2015年起，乌姆甘达创造的价值被纳入卢旺达国家预算，以量化其经济贡献。2015财年，乌姆甘达贡献了2500万美元的价值，其中北部省公民参与度最高，达93%，基加利市公民参与度最低，为87%。截至2016年，卢旺达共新建了3172间9年基础教育教室，其中政府出资36.6%，其他61.9%的建造成本则由乌姆甘达的义务劳动节省下。
2019年，联合国南苏丹特派团在朱巴营地发起“乌姆甘达营地清洁活动”。2021年，联合国开发计划署在《卢旺达国家人类发展报告》中肯定了乌姆甘达的作用，指出其为提高生活水平做出了重大贡献，尤其对穷人有利。
2020年-2022年，受COVID-19疫情影响，乌姆甘达暂停了2年。

## 形式

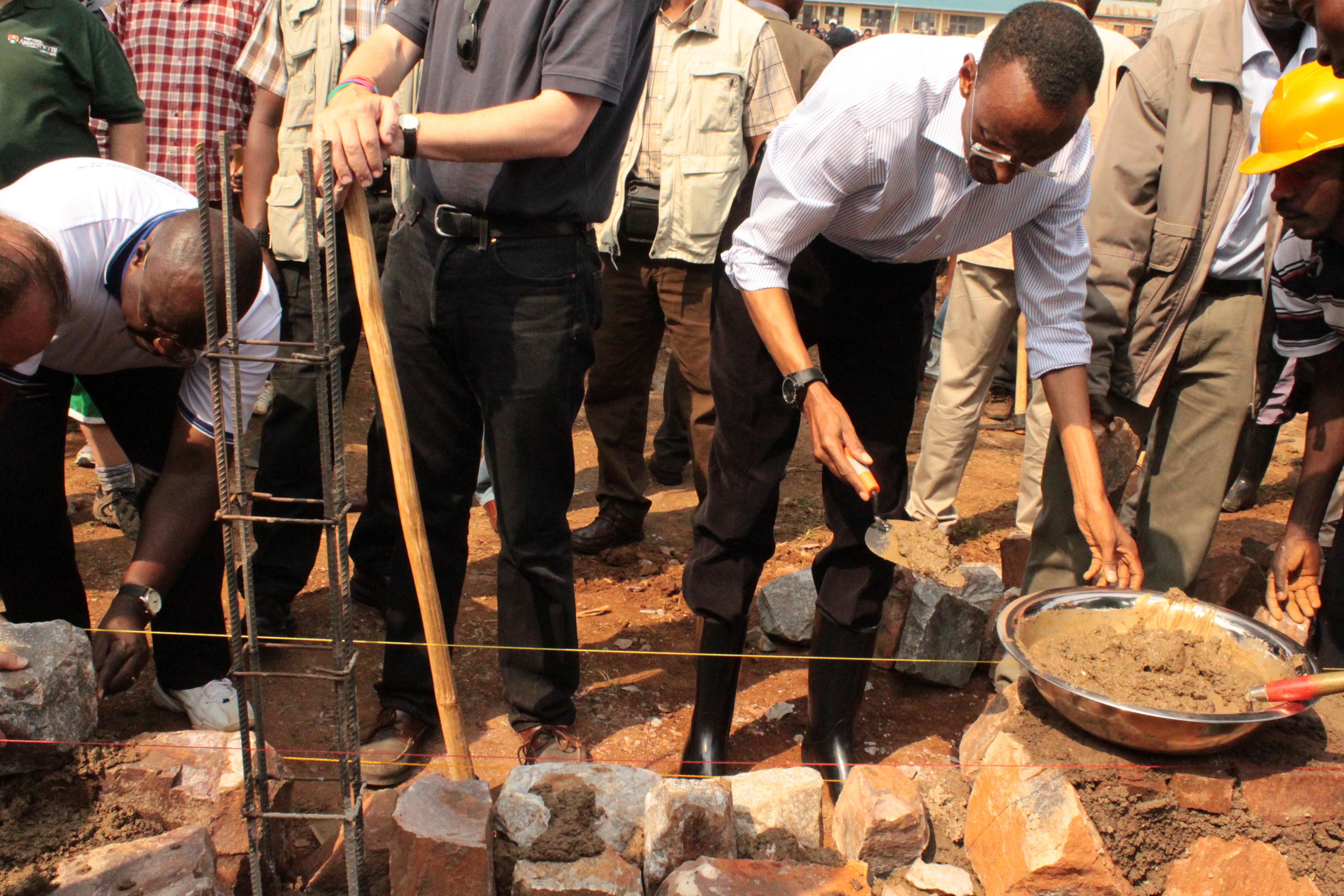
卢旺达总统保罗·卡加梅参加乌姆甘达

乌姆甘达定于每月的最后一个星期六上午8:00-11:00举行，所有18岁至65岁的有能力者都必须参与义务劳动。如有必要，可以协调每月开展多于一次的乌姆甘达。年满65岁的有意愿者也可参与，居住在卢旺达的外籍人士也鼓励参与。由于星期六为基督復臨安息日會的安息日，该教会的人将在星期日参加乌姆甘达。
乌姆甘达围绕卢旺达最低一级的行政组织——社区进行，一个社区通常有50到150户家庭。社区管理者负责策划和监督。社区管理者每次活动前会先与居民协商，确定具体的活动内容、地点和所需工具，并提前一周通知居民。乌姆甘达进行时，企业关门，公共交通暂停，居民在社区从事各类劳动，例如清扫街道、清理灌木草丛、修筑公路桥梁和供水设施、为弱势群体建房、新建教室和卫生设施等，像医生这类的专业人士还会提供牙科和眼科免费治疗。劳作结束后，参与者聚集在一起开会，大家商讨关心的问题并为下次活动做准备。
卢旺达各地政府采取各类手段以督促居民参与乌姆甘达。例如2011年起，北部城市比温巴逃避乌姆甘达的人会被处以5000卢旺达法郎的罚款。2018年起，首都基加利市于活动当天在城市的各出口设立检查站，以核查人们是否出城从事无关活动，被查到者会被劝返回社区参与劳作。